# Willy Wendt
Willy Wendt (* 13. Juli 1906 in Linden; † 5. Februar 1967 in Hannover) war ein Widerstandskämpfer gegen den Nationalsozialismus in der Sozialistischen Front und niedersächsischer Politiker der SPD.

## Leben
Von 1912 bis 1920 besuchte Willy Wendt die Volksschule in seiner Heimatstadt und anschließend bis 1923 eine Fortbildungsschule. Beruflich war er tätig als Kontorbote, Lohnschreiber, Abfüller und Lagerist. 
1930 wurde Wendt Mitglied der SPD. Er beteiligte sich auch nach dem Verbot der SPD 1933 an der illegalen Parteiarbeit und wurde aktiv in der Widerstandsorganisation Sozialistische Front. 1935 wurde er von der Gestapo verhaftet, seine Funktion im Widerstand wurde daraufhin von Wilhelm Bluhm übernommen.
Wegen angeblicher Vorbereitung zum Hochverrat durch die Fortsetzung der Tätigkeit der SPD wurde Wendt am 24. Juli 1935 zu fünf Jahren Zuchthaus verurteilt. Nach der Haftentlassung war er von 1940 bis 1943 als Dreher beschäftigt. Im Februar 1943 wurde er trotz des Urteils, das ihn für wehrunwürdig erklärt hatte, von der Wehrmacht rekrutiert und zur „Bewährungseinheit“ 999 eingezogen. Nach einer Verwundung und anschließendem Lazarettaufenthalt kurz vor dem Ende des Zweiten Weltkriegs geriet er in Kriegsgefangenschaft, aus der er im Dezember 1945 entlassen wurde. 
Ab Juli 1946 war er stellvertretender Vorsitzender des SPD-Ortsvereins Hannover. Mitglied des ernannten Hannoverschen Landtages war er vom 23. August 1946 bis zum 29. Oktober 1946 und Mitglied des ernannten Niedersächsischen Landtages vom 9. Dezember 1946 bis zum 28. März 1947.

## Ehrungen
- Die Stadt Hannover ehrt den Widerstandskämpfer mit dem 1989 angelegten Willy-Wendt-Weg im Stadtteil Mühlenberg.[1]